# Vlooybergtoren

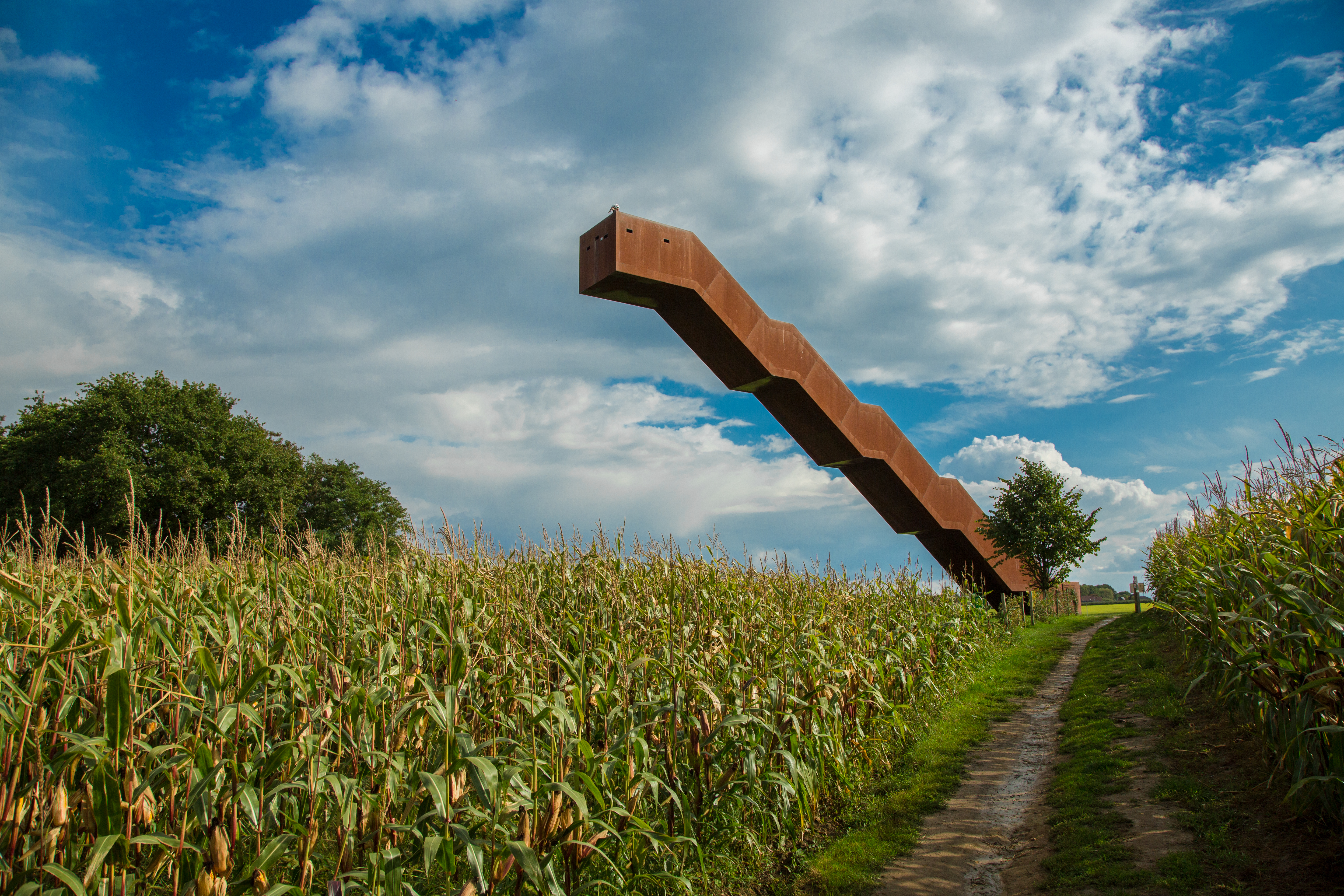
De Vlooybergtoren in Tielt-Winge (2017)

De Vlooybergtoren is een toeristische attractie aan de Pastoriestraat in de Vlaams-Brabantse gemeente Tielt-Winge. De uitkijktoren bevindt zich op de Vlooyberg, met zijn tachtig meter een van de hoogste getuigenheuvels in het Hageland, waardoor er op heldere dagen een uitzicht is tot aan de koeltorens van Vilvoorde en de schachtbok van de steenkoolmijn van Beringen.

## Ontwerp en constructie
De huidige toren werd gebouwd in 2013, nadat de vorige uitkijktoren, een houten constructie, het begeven had. De gemeente Tielt-Winge schreef een wedstrijd uit voor een nieuw ontwerp, die gewonnen werd door het architectenbureau Close To Bone. De Vlooybergtoren is een typisch voorbeeld van het architecturale principe form follows function: in plaats van een conventionele uitkijktoren met een spiraalvormige trap koos het architectenbureau voor een zwevende constructie in de vorm van een trap. Om van het uitzicht te genieten, moet de kijker hogerop geraken. Daarvoor is een trap nodig, maar meer ook niet.
Ingenieur Yves Willems liet zich naar eigen zeggen inspireren door de Franse auteur Antoine de Saint-Exupery die in Terre des hommes (1939) schreef dat de perfectie bereikt wordt, niet wanneer je niets meer kan toevoegen, doch wanneer je niets meer kunt weglaten.
De Vlooybergtoren won de eerste prijs in de Staalbouwwedstrijd 2014 in de categorie specifieke elementen. De jury beoordeelde het ontwerp als een project vol spanning, vol fantasie, vol absurditeit. Het heeft een functie, maar misschien toch ook niet. Een 'stairway to heaven' met een kwaliteit Magritte – Ceci n’est pas un escalier.
De Vlooybergtoren is 11,28 meter hoog, 2,09 meter breed, 20 meter lang en weegt 13 ton. Hij is opgebouwd uit een geraamte van gegalvaniseerd staal, bekleed met cortenstaal, hetgeen hem zijn karakteristieke roestbruine kleur verleent. De kleur komt overeen met die van de ijzerhoudende zandsteen in de ondergrond.
De zwevende constructie met 55 treden van 17,5 cm, lijkt de wetten der zwaartekracht te tarten, maar ze rust op een kleine sokkel van massief beton en blijft overeind dankzij twaalf kabels van 35 meter lang die in de funderingen zijn verankerd.
In de gemeenteraad hadden in 2013 enkele partijen bezwaren tegen de kostprijs van de Vlooybergtoren, die op 135.000 euro werd geraamd. De uiteindelijke kostprijs bedroeg exact 126.266,85 euro.

## Vandalisme
De Vlooybergtoren werd in de nacht van vrijdag 29 juni op zaterdag 30 juni 2018 beschadigd nadat vandalen hooibalen met benzine in brand hadden gestoken. Het metalen skelet bleef daarbij intact, maar de stalen bekleding liep zware schade op.
De politie van Tielt-Winge berichtte via de pers dat de Wikipediapagina over de Vlooybergtoren een uur na de aanslag aangepast werd met concrete details over de gebeurtenissen. Vlak daarna verdween deze informatie weer. Het IP-adres van degene die de pagina 's nachts had aangepast werd onderzocht. De identiteit van de daders werd na enkele dagen bekend door een anonieme brief. Vijf personen waren betrokken bij de brandstichting, een ervan liep ernstige brandwonden op.

## Heropbouw toren
De herstelde toren werd ongeveer 1,5 m hoger en een beetje langer. De verzekeraar zegde toe om voor maximaal 95.000 euro over de brug te komen voor de restauratiewerken. Via crowdfunding werden extra financiële middelen verkregen. Tegelijkertijd kwam er spontaan een aantal initiatieven van de grond, zo werd er een fuif georganiseerd om fondsen te werven. Een plaatselijk bedrijf stelde zonnepanelen beschikbaar om de toren 's nachts te kunnen verlichten.
Op 21 december 2018 werd de vernieuwde Vlooybergtoren ingehuldigd door burgemeester Rudi Beeken en schepen van cultuur Yvette Duerinckx. Ze werden bijgestaan door Jan Eelen en Rik Verheye, medewerkers aan de televisiereeks 'Callboys' waarin de toren figureert. De kosten voor herstel bedroegen 100.000 euro, ze zullen worden verhaald op de vijf vandalen.